# Vichy Cosmetics
Vichy Cosmetics (Віши́ косме́тікс) — французька косметична компанія. Виробник широкої гами лікувальної косметики на основі термальної води.

## Історія компанії
Компанія Vichy була заснована в 1931 році доктором Проспером Аллером і бізнесменом Жоржем Гереном. Засновники компанії вирішили використовувати в косметології термальну воду з джерела Lucas, що знаходиться поблизу міста Віші у Франції. Вважається, що Vichy — перша з косметичних компаній, яка запропонувала поєднати сфери краси та здоров'я.
В 30-ті роки XX століття було засновано Дерматологічне Гігієнічне Об'єднання Vichy (Dermatological Hygiene Society (V.D.H.S.). В 1955 р. власником бренду стає компанія L'Oréal, а косметика Vichy переходить в категорію аптечних марок.

## Відмінні особливості
Косметика від компанії Vichy володіє наступними характерними особливостями:
- Екологічність. В основі препаратів лежить термальна вода з французьких джерел.
- Універсальність. Гамма препаратів включає повний спектр засобів по догляду за шкірою і волоссям.
- На території України продається тільки в аптеках[1].

## Типи продукції
Засоби компанії  Vichy мають широку область застосування:
- Догляд за волоссям та шкірою голови
- Догляд за шкірою обличчя та шиї
- Догляд за тілом
- Сонцезахисні засоби
- Декоративна косметика

## Лінії засобів
Залежно від типу і характерних проблем шкіри розрізняють такі косметичні серії Vichy:
- Normaderm — догляд за проблемною шкірою.
- Purete Thermal — очищення для всіх типів шкіри.
- Aqualia Thermal — зволожуючі засоби для чутливої шкіри.
- Aqualia Antiox — засоби, що поліпшують колір шкіри.
- Lipidiose Nutritive — засоби догляду за сухою шкірою тіла
- Myokine — засоби корекції перших мімічних зморшок (25-30 років).
- Liftactiv Retinol — засоби від зморшок (30-40 років).
- Liftactiv CxP — засоби від зморшок, що підвищують пружність шкіри (40-50 років).
- Neovadiol GF — засоби, що підвищують щільність шкіри (50-60 років)
- Cellebiotic — засоби по догляду за млявою і в'ялої шкірою (після 60 років)
- Vichy Homme — гамма повсякденних засобів для догляду, ідеально адаптованих для всіх чоловіків.
- Dercos Neogenic — косметичний засіб для росту нового волосся.